# Juryn – A Time to Kill
Juryn – A Time to Kill (engelska: A Time to Kill) är en amerikansk kriminaldramafilm från 1996 i regi av Joel Schumacher. Manuset skrevs av Akiva Goldsman, baserat på romanen Juryn från 1989 av John Grisham. Grisham var själv en av producenterna för filmen. I huvudrollerna ses Sandra Bullock, Samuel L. Jackson, Matthew McConaughey och Kevin Spacey. McConaughey fick sitt genombrott med filmen. Filmen hade Sverigepremiär den 1 november 1996.

## Handling
När Tonya Hailey, en oskyldig liten afroamerikansk flicka blir våldtagen och misshandlad av två berusade sydstatare, blir den lilla staden Canton i Mississippi chockad. Hennes pappa, Carl Lee Hailey (Samuel L. Jackson), är rasande och vid tanken på att gärningsmännen kan bli frisläppta tar han lagen i egna händer och dödar dem i domstolsbyggnaden, inför mängder av vittnen.
Nu är det upp till den unge advokaten Jake Brigance (Matthew McConaughey) att försöka få Carl Lee ur knipan. Han är utan assistenter till sin hjälp i början av filmen och möter den stenhårde åklagaren Rufus Buckley (Kevin Spacey).
Kommer Jake Brigance att kunna se till att den svarte mannen får en rättvis rättegång i Mississippi?

## Rollista i urval
- Samuel L. Jackson - Carl Lee Hailey
- Matthew McConaughey - Jake Brigance, advokat
- Kevin Spacey - Rufus Buckley, åklagare
- Sandra Bullock - Ellen Roark
- Brenda Fricker - Ethel Twitty
- Oliver Platt - Harry Rex Vonner
- Charles S. Dutton - Ozzie Walls, sheriff
- Ashley Judd - Carla Brigance, Jake Brigance fru
- Patrick McGoohan - Omar Noose, domare
- Kiefer Sutherland - Freddie Lee Cobb
- Donald Sutherland - Lucien Wilbanks
- John Diehl - Tim Nunley
- Doug Hutchison - James Louis "Pete" Willard
- Nicky Katt - Billy Ray Cobb
- Chris Cooper - Dwayne Looney
- Anthony Heald - Dr. Wilbert Rodeheaver
- Kurtwood Smith - Stump Sisson
- Tonea Stewart - Gwen Hailey
- Rae'Ven Larrymore Kelly - Tonya Hailey
- M. Emmet Walsh - Dr. Willard Tyrell Bass

## I populärkulturen
Den svenska humorgruppen Grotesco har gjort en parodi på filmen i sin TV-serie, under avsnittet "The Trial" från säsong ett.